# Liquidambar
Liquidambar (L., 1753) è un genere di piante arborifere, unico a far parte della famiglia delle Altingiacee, diffuso in Nord America ed Estremo Oriente.
Il nome significa "ambra liquida" e infatti incidendo queste piante sgorga una resina.

## Descrizione
Comprende alberi alti da 8 a 25 m, originari del Nord America e coltivati in Italia nelle località a clima mite come piante ornamentali, dalle foglie simili agli aceri.
Fino al miocene era molto più diffusa, anche in Europa; l'ultima vestigia di questa diversità è L. orientalis, tuttora viventi selvatiche in Turchia sudoccidentale e, probabilmente reintrodotte in epoca protostorica,  in altre aree dell'Egeo.

## Tassonomia
La recente classificazione filogenetica attribuisce il genere alla famiglia delle Altingiacee, famiglia inclusa all'interno dell'ordine Saxifragales.
All'interno del sistema Cronquist il genere Liquidambar era invece incluso all'interno della famiglia delle Amamelidiacee, nell'ordine Hamamelidales.

### Specie
Il genere Liquidambar conta attualmente 15 specie:
- Liquidambar acalycina H.T.Chang
- Liquidambar cambodiana (Lecomte) Ickert-Bond & J.Wen
- Liquidambar caudata (H.T.Chang) Ickert-Bond & J.Wen
- Liquidambar chinensis Champ. ex Benth.
- Liquidambar chingii (F.P.Metcalf) Ickert-Bond & J.Wen
- Liquidambar excelsa (Noronha) Oken
- Liquidambar formosana Hance
- Liquidambar gracilipes (Hemsl.) Ickert-Bond & J.Wen
- Liquidambar multinervis (W.C.Cheng) Ickert-Bond & J.Wen
- Liquidambar obovata (Merr. & Chun) Ickert-Bond & J.Wen
- Liquidambar orientalis Mill.
- Liquidambar poilanei (Tardieu) Ickert-Bond & J.Wen
- Liquidambar siamensis (Craib) Ickert-Bond & J.Wen
- Liquidambar styraciflua L.
- Liquidambar yunnanensis (Rehder & E.H.Wilson) Ickert-Bond & J.Wen